# Лёфгрен, Клара
Клара Лёфгрен (швед. Clara Löfgren, полное имя Clara Fredrika Löfgren; 1843—1923) — шведская художница-портретист, а также жанровый живописец.

## Биография
Родилась 23 июня 1843 года в Стокгольме.
В 1870–1875 годах обучалась в Королевской академии свободных искусств в Стокгольме.
Затем работала как профессиональный художник. В числе её работ: портрет Принцессы Евгении, короля Швеции Густава V, принца Оскара Бернадота, епископа Адама Стрёмберга, оперной певицы Эльмы Стрём, профессора Фритьофа Хольмгрена.
Картины Клары Лёфгрен дважды выставлялись на Парижском салоне. Её работы находятся в музеях Швеции, в частности, в Национальном музее в Стокгольме.
Умерла в 1923 году.